# Dryopteris peranema
Dryopteris peranema är en träjonväxtart som beskrevs av Li Bing Zhang. Dryopteris peranema ingår i släktet Dryopteris och familjen Dryopteridaceae. Inga underarter finns listade.